# Vladimir Golemić
Vladimir Golemić (in serbo Владимир Големић?; Kruševac, 28 giugno 1991) è un calciatore serbo, difensore della Salernitana.

## Biografia
Nel gennaio 2021 ha avuto una figlia (Ema) dalla sua compagna Duda.

## Caratteristiche tecniche
Di ruolo difensore centrale, forte fisicamente,abile nel gioco aereo ed è inoltre un abile rigorista.

## Carriera
Il 1º luglio 2016 viene acquistato a titolo definitivo per 150.000 euro dalla squadra svizzera del Lugano.
Il 7 agosto 2018 passa al Crotone. Il 28 settembre 2018, al suo esordio stagionale con la maglia del Crotone in Serie B contro il Brescia, viene espulso dopo soli 9 minuti e causa il rigore che porterà in vantaggio i lombardi. L'11 agosto 2019, nel debutto stagionale dei pitagorici, segna il suo primo gol con il Crotone nel secondo turno di Coppa Italia, nella partita vinta sull'Arezzo per 4-3, in cui mette a segno il gol del provvisorio 3-3.  Il 20 ottobre realizza il suo primo gol in serie B, nel pareggio in casa del Pisa (1-1). Il 20 settembre 2020 esordisce nella massima serie con i pitagorici in Genoa-Crotone 4-1, mentre segna su rigore il suo primo gol in serie A il 3 gennaio 2021, nella sconfitta in casa dell'Inter per 6-2, realizzando il provvisorio 2-2.
Il 10 giugno 2021 viene acquistato dall'Al-Hazem. Tuttavia, dopo avere non giocato nessuna partita, rescindendo il contratto che lo legava al club saudita per poi accasarsi ai greci del Lamia siglando un contratto annuale.
Il 31 gennaio 2022 fa ritorno al Crotone.. Il 15 marzo ritrova anche il gol, segnando la seconda marcatura della partita vinta contro il Frosinone per 2-0.
Il 27 luglio 2023 risolve consensualmente il contratto che lo legava al Crotone per passare al L.R. Vicenza, squadra di cui diventa anche capitano. Il 23 dicembre 2024, dopo non avere avere ottenuto l'idoneità all’attività sportiva agonistica, rescinde il proprio contratto coi veneti.
Il 30 gennaio 2025 viene acquistato dal Mladost Lučani, nel massimo campionato serbo. Dopo 6 presenze disputate, ad inizio agosto riottiene l'idoneità sportiva per poter tornare a giocare in Italia e il 16 agosto firma un contratto con la Salernitana, in Serie C.

## Statistiche

### Presenze e reti nei club
Statistiche aggiornate al 30 gennaio 2024.
| Stagione                | Squadra                 | Campionato              | Campionato | Campionato | Coppe nazionali | Coppe nazionali | Coppe nazionali | Coppe continentali | Coppe continentali | Coppe continentali | Altre coppe | Altre coppe | Altre coppe | Totale | Totale |
| Stagione                | Squadra                 | Comp                    | Pres       | Reti       | Comp            | Pres            | Reti            | Comp               | Pres               | Reti               | Comp        | Pres        | Reti        | Pres   | Reti   |
| ----------------------- | ----------------------- | ----------------------- | ---------- | ---------- | --------------- | --------------- | --------------- | ------------------ | ------------------ | ------------------ | ----------- | ----------- | ----------- | ------ | ------ |
| 2011-2012               | NK Šampion Celje        | DL                      | 11         | 1          | -               | -               | -               | -                  | -                  | -                  | -           | -           | -           | 11     | 1      |
| 2012-gen. 2013          | NK Šampion Celje        | DL                      | 13         | 1          | -               | -               | -               | -                  | -                  | -                  | -           | -           | -           | 13     | 1      |
| Totale NK Šampion Celje | Totale NK Šampion Celje | Totale NK Šampion Celje | 24         | 2          |                 | -               | -               |                    | -                  | -                  |             | -           | -           | 24     | 2      |
| gen.-giu. 2013          | Mladost Lučani          | 1L                      | 17         | 1          | CS              | 1               | 0               | -                  | -                  | -                  | -           | -           | -           | 18     | 1      |
| 2013-2014               | Mladost Lučani          | 1L                      | 28         | 2          | CS              | 1               | 0               | -                  | -                  | -                  | -           | -           | -           | 29     | 2      |
| 2014-2015               | Mladost Lučani          | SL                      | 26         | 1          | CS              | 1               | 0               | -                  | -                  | -                  | -           | -           | -           | 27     | 1      |
| 2015-gen. 2016          | Mladost Lučani          | SL                      | 20         | 3          | CS              | 1               | 0               | -                  | -                  | -                  | -           | -           | -           | 21     | 3      |
| Totale Mladost Lučani   | Totale Mladost Lučani   | Totale Mladost Lučani   | 91         | 7          |                 | 4               | 0               |                    | -                  | -                  |             | -           | -           | 95     | 7      |
| gen.-giu. 2016          | Chiasso                 | CL                      | 13         | 1          | CS              | 0               | 0               | -                  | -                  | -                  | -           | -           | -           | 13     | 1      |
| 2016-2017               | Lugano                  | CL                      | 33         | 0          | CS              | 1               | 0               | -                  | -                  | -                  | -           | -           | -           | 34     | 0      |
| 2017-2018               | Lugano                  | CL                      | 32         | 1          | CS              | 2               | 0               | UEL                | 6                  | 0                  | -           | -           | -           | 40     | 1      |
| lug.-ago. 2018          | Lugano                  | CL                      | 2          | 0          | CS              | 0               | 0               | -                  | -                  | -                  | -           | -           | -           | 2      | 0      |
| Totale Lugano           | Totale Lugano           | Totale Lugano           | 67         | 1          |                 | 3               | 0               |                    | 6                  | 0                  |             | -           | -           | 76     | 1      |
| 2018-2019               | Crotone                 | B                       | 18         | 0          | CI              | 2               | 0               | -                  | -                  | -                  | -           | -           | -           | 20     | 0      |
| 2019-2020               | Crotone                 | B                       | 34         | 3          | CI              | 2               | 1               | -                  | -                  | -                  | -           | -           | -           | 36     | 4      |
| 2020-2021               | Crotone                 | A                       | 30         | 2          | CI              | 1               | 0               | -                  | -                  | -                  | -           | -           | -           | 31     | 2      |
| giu.-set. 2021          | Al-Hazm                 | PL                      | -          | -          | -               | -               | -               | -                  | -                  | -                  | -           | -           | -           | 0      | 0      |
| set. 2021-gen. 2022     | PAS Lamia               | SL                      | 9          | 1          | KE              | 3               | 0               | -                  | -                  | -                  | -           | -           | -           | 12     | 1      |
| gen.-giu. 2022          | Crotone                 | B                       | 17         | 2          | CI              | -               | -               | -                  | -                  | -                  | -           | -           | -           | 17     | 2      |
| 2022-2023               | Crotone                 | C                       | 31+2       | 2          | CI-C            | 0               | 0               | -                  | -                  | -                  | -           | -           | -           | 33     | 2      |
| Totale Crotone          | Totale Crotone          | Totale Crotone          | 130+2      | 9          |                 | 5               | 1               |                    | -                  | -                  |             | -           | -           | 137    | 10     |
| 2023-2024               | L.R. Vicenza            | C                       | 22         | 1          | CI+CI-C         | 1+1             | 0               | -                  | -                  | -                  | -           | -           | -           | 24     | 0      |
| Totale Carriera         | Totale Carriera         | Totale Carriera         | 358        | 22         |                 | 17              | 1               |                    | 6                  | 0                  |             | -           | -           | 381    | 23     |

## Palmarès

### Club

#### Competizioni nazionali
- Prva Liga Srbija: 1

Mladost Lučani: 2013-2014